# Preservazione provvidenziale della Bibbia
La preservazione provvidenziale della Bibbia è una tesi, sostenuta da alcuni ambienti cristiani evangelici fondamentalisti, secondo cui Dio avrebbe preservato le Scritture, parola per parola, nel corso della storia. 
A sostegno vengono citati una serie di versetti biblici quali:
Is 40,8; Ger 1,12; Mt 5,18; Lc 16,17; 1Pt 1,25 e svariati altri. Viene inoltre considerata come "Parola di Dio" solo quella proveniente da alcune traduzioni di testi biblici del passato tra le quali il Textus Receptus. I sostenitori di tale tesi non tengono in alcun conto il lavoro di confronto, ricerca e correzione del testo effettuato dai moderni studiosi e biblisti alla luce dei numerosi manoscritti ritrovati e tradotti.
Secondo questi studiosi la Bibbia conterrebbe la preservazione verbale degli autographa della parola di Dio  .

## Il testo di Erasmo
Secondo i sostenitori di questa tesi, Dio avrebbe fatto in modo che il testo greco del Nuovo Testamento fosse preservato parola per parola nel tempo e che il testo greco detto Textus Receptus sarebbe quello da considerare pienamente affidabile a differenza del testo greco elaborato da Westcott e Hort e del successivo di Nestle-Aland, che è oggi il più diffuso insieme al Merk.
Secondo la maggioranza degli studiosi biblici dei nostri giorni il Textus Receptus di Erasmo da Rotterdam presenta alterazioni e lacune evidenziate dai testi critici successivi.
Erasmo si poteva basare per la sua redazione solo sui pochi manoscritti tardomedievali al tempo disponibili, che essendo frutto di molteplici operazioni di copiatura di più manoscritti risultavano corrotti in alcune parti del testo tanto che lo stesso Erasmo li dovette rivedere personalmente prima di darli alle stampe.  Dato che Erasmo, ad esempio, disponeva solo di un manoscritto dell'Apocalisse, che in alcuni punti risultava quasi illeggibile, non inserì gli ultimi sei versetti del Libro perché in quello erano mancanti. In seguito appurata la presenza di alcuni errori pubblicò una nuova versione l'anno successivo, con poche e frettolose correzioni.
Il testo critico di Westcott e Hort, pubblicato dopo il Textus Receptus,  è ritenuto migliore perché più completo avendo  attinto a tutta una serie di fonti risultanti dai numerosissimi e più antichi manoscritti e codici ritrovati nel corso di secoli di ricerche e ritrovamenti archeologici e documentari.
Il Nestle-Aland è attualmente il testo critico più usato nelle moderne versioni della Bibbia sia protestanti che cattoliche, mentre il Textus Receptus viene utilizzato solo a scopo filologico in quanto testimonianza di manoscritti disponibili all'epoca della sua compilazione.
In sintesi la corrente preservazionista afferma che le Bibbie basate sul Textus Receptus: la Bibbia di Re Giacomo nel mondo di lingua inglese, la Bibbia luterana nel mondo germanofono e la Bibbia Diodati e Nuova Diodati per quanto riguarda la lingua italiana, siano più attendibili di quelle basate su quello di Nestle-Aland.

## La valutazione attuale
Questa teoria è sostenuta solo da pochi studiosi e di parte; le Bibbie più diffuse oggi si basano su testi ben più aggiornati del Textus Receptus e accettati dagli studiosi di tutte le confessioni religiose cristiane.
Per buona parte degli studiosi l'ipotesi della Preservazione Provvidenziale della Bibbia parola per parola non ha fondamento né scientifico né logico perché le ricerche storiche ed archeologiche degli ultimi due secoli con il ritrovamento di migliaia di manoscritti più antichi hanno dimostrato che i testi del Nuovo Testamento (dei quali non esistono più gli originali) hanno subìto alterazioni per errori di trascrizione, a causa dell'inserzione involontaria di glosse o per alterazione teologica deliberata, da parte di chiese ritenute eretiche, fin dai primi secoli.
I traduttori delle versioni moderne, che dispongono di un grandissimo numero di manoscritti spesso discordanti fra di loro in alcune, pur limitate, parti del testo sono consapevoli della delicatezza che caratterizza il loro lavoro. È oggi opinione diffusa che non sia possibile sapere quali fossero le parole precise del testo originale e la loro sequenza. La stesura del testo originale viene quindi approntata mediante un paziente e laborioso confronto delle varianti eventuali e collazionando i testi paralleli forniti dai vari manoscritti, codici, versioni e lezionari a disposizione trovando poi quella che, secondo criteri filologici ben definiti, ritengono la forma più probabile del testo.